# (500345) 2012 SJ65
(500345) 2012 SJ65 es un asteroide perteneciente al cinturón de asteroides, descubierto el 10 de agosto de 2007 por el equipo del Spacewatch desde el Observatorio Nacional de Kitt Peak, Arizona, Estados Unidos.

## Designación y nombre
Designado provisionalmente como 2012 SJ65.

## Características orbitales
2012 SJ65 está situado a una distancia media del Sol de 2,877 ua, pudiendo alejarse hasta 3,098 ua y acercarse hasta 2,657 ua. Su excentricidad es 0,076 y la inclinación orbital 2,962 grados. Emplea 1783,07 días en completar una órbita alrededor del Sol.

## Características físicas
La magnitud absoluta de 2012 SJ65 es 17,2.